# تیم ملی کریکت ایران
تیم ملی کریکت ایران یک تیم بین‌المللی کریکت است که از طرف ایران در رقابت‌های بین‌المللی شرکت می‌کند. این تیم در سال ۲۰۰۳ به صورت رسمی به عضویت کنسول بین‌المللی کریکت درآمد.

## تیم ملی جوانان پسر
اولین تیم ملی جوانان پسر سال ۲۰۲۳ در مسابقات شرکت کرد.
تیم ملی کریکت در رده سنی ۱۹ سال بنا به دعوت انجمن کریکت آسیا برای حضور در مسابقات آسیایی به میزبانی مالزی با حمایت منطقه آزاد چابهار، وزارت ورزش و جوانان، فدراسیون انجمن‌های ورزشی و انجمن کریکت کشور و کمیته کریکت حضور پیدا کرده‌است.
سعید ریگی در گفت و گو با خبرنگار ایسنا اظهار کرد: این تورنومنت معتبر کریکت که توسط شورای کریکت آسیا در حال برگزاریست تا ۲۵ اکتبر ۲۰۲۳ (اول آبانماه ۱۴۰۲) در کشور مالزی برگزار می‌شود.
وی افزود: در این رویداد ۱۶ تیم در قالب ۵۰ اوور رقابت خواهند کرد و مهارت و استعداد کریکت بازان جوانان آسیا را به نمایش می‌گذراند.
وی ادامه داد: این تیم با حضور ۱۴ بازیکن بومی استان سیستان و بلوچستان از شهرستان‌های چابهار، کنارک، دشتیاری و نیکشهر و ۲ نفر از مربیان بومی این منطقه تشکیل شده‌است.
مهدی آبروش مدیر امور اجتماعی و ورزش سازمان منطقه آزاد چابهار به دعوت انجمن کریکت کشور به عنوان نماینده سازمان منطقه آزاد و هماهنگ‌کننده تیم ملی جمهوری اسلامی ایران در این سفر تیم ملی را همراهی می‌کنند.
تیم ملی ایران در گروه خود با کشورهای نپال، عربستان و بحرین به رقابت خواهد رفت.
این اولین حضور تیم ملی جوانان پسر بود که با سه باخت به پایان رسید.